# Little Children
Little Children är en amerikansk långfilm från 2006, regisserad och skriven av Todd Field och Tom Perrotta med Kate Winslet, Patrick Wilson och Jennifer Connelly. Filmen blev nominerad till såväl tre Oscar som tre Golden Globes 2006.

## Handling
Föräldrarna i en amerikansk förort är både oroliga och upprörda över att det bor en man som blottar sig för barn i deras för övrigt så lugna och trevliga stad. Medborgare framför sina protester i TV och en före detta polis driver en kommitté som varnar folk för blottaren.
I förorten bor Sarah Pierce tillsammans med sin man och sin treåriga dotter. Sarah är hemmafru och tillbringar större delen av sin tid tillsammans med sin dotter, Lucy. De går ofta ner till parken, där Sarah umgås med de andra hemmafruarna medan Lucy leker för sig själv. Sarah har inte mycket gemensamt med de andra kvinnorna, så hon känner sig utanför. 
En dag kommer Brad Adamson till parken med sin son, Aaron. Alla kvinnorna, utom Sarah, brukar kalla Brad för "Balkungen" bakom hans rygg. De slår vad med Sarah om att hon inte skulle kunna lyckas få Brads telefonnummer. Sarah får inte hans nummer, men hon kysser honom istället. Det blir början på en romans mellan Sarah och Brad, trots att de båda är gifta och har barn på varsitt håll.

## Om filmen
När Kate Winslet hade accepterat rollen som Sarah, så föreslog hon att Patrick Wilson skulle erbjudas rollen som Brad. Wilson accepterade rollen. I boken heter Wilsons karaktär Todd, och i filmen har namnet ändrats till Brad. Anledningen till detta är att mannen som regisserade filmen heter Todd Field. 
I en scen tänker Brad (Patrick Wilson) att hans fru Kathy (Jennifer Conelly) är lång och att Sarah (Winslet) är kort. I verkligheten är Jennifer Connelly bara en halv centimeter längre än Kate Winslet.
Filmens berättarröst görs av Will Lyman som även gjorde berättarrösten för dokumentärserien Frontline år 1983. Lyman gör berättarrösten på i stort sett samma sätt i både Frontline och Little Children.
I Brasilien fick filmen titeln Pecados Íntimos, vilket betyder "Intima synder". 
Det var även Jackie Earle Haleys första film på tretton år. 

## Rollista (i urval)
- Kate Winslet – Sarah Pierce
- Patrick Wilson – Brad Adamson
- Jennifer Connelly – Kathy Adamson
- Gregg Edelman – Richard Pierce
- Sadie Goldstein – Lucy Pierce
- Ty Simpkins – Aaron Adamson
- Noah Emmerich – Larry Hedges
- Jackie Earle Haley – Ronald James McGorvey
- Phyllis Somerville – Mae McGorvey